# Марн (Нідерланди)
Марн (нід. Maarn) — село в нідерландській провінції Утрехт. Входить до муніципалітету Утрехтсе-Гевелрюг.
До 2006 року мало статус окремого муніципалітету.

## Галерея

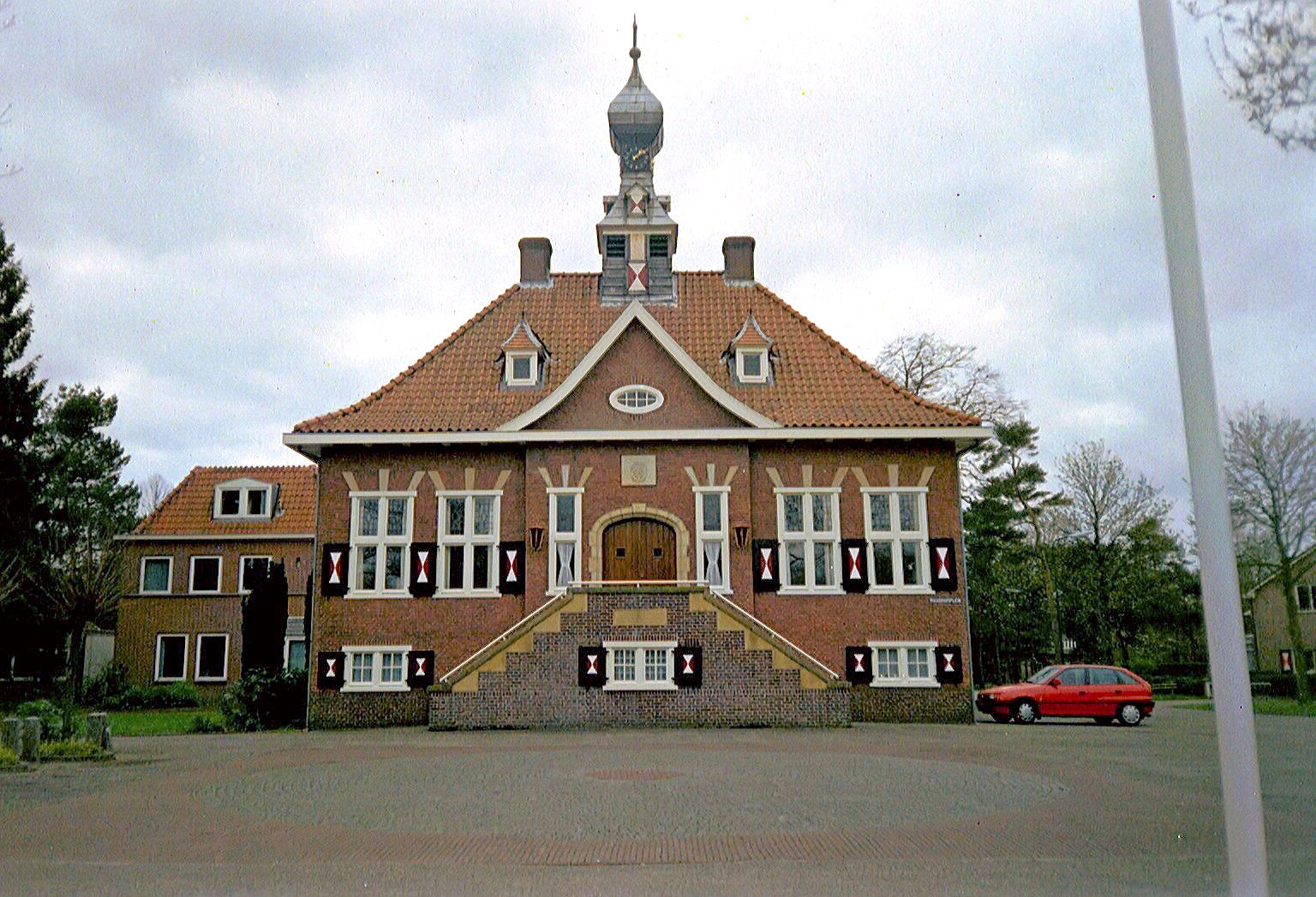
Будівля колишньої мерії
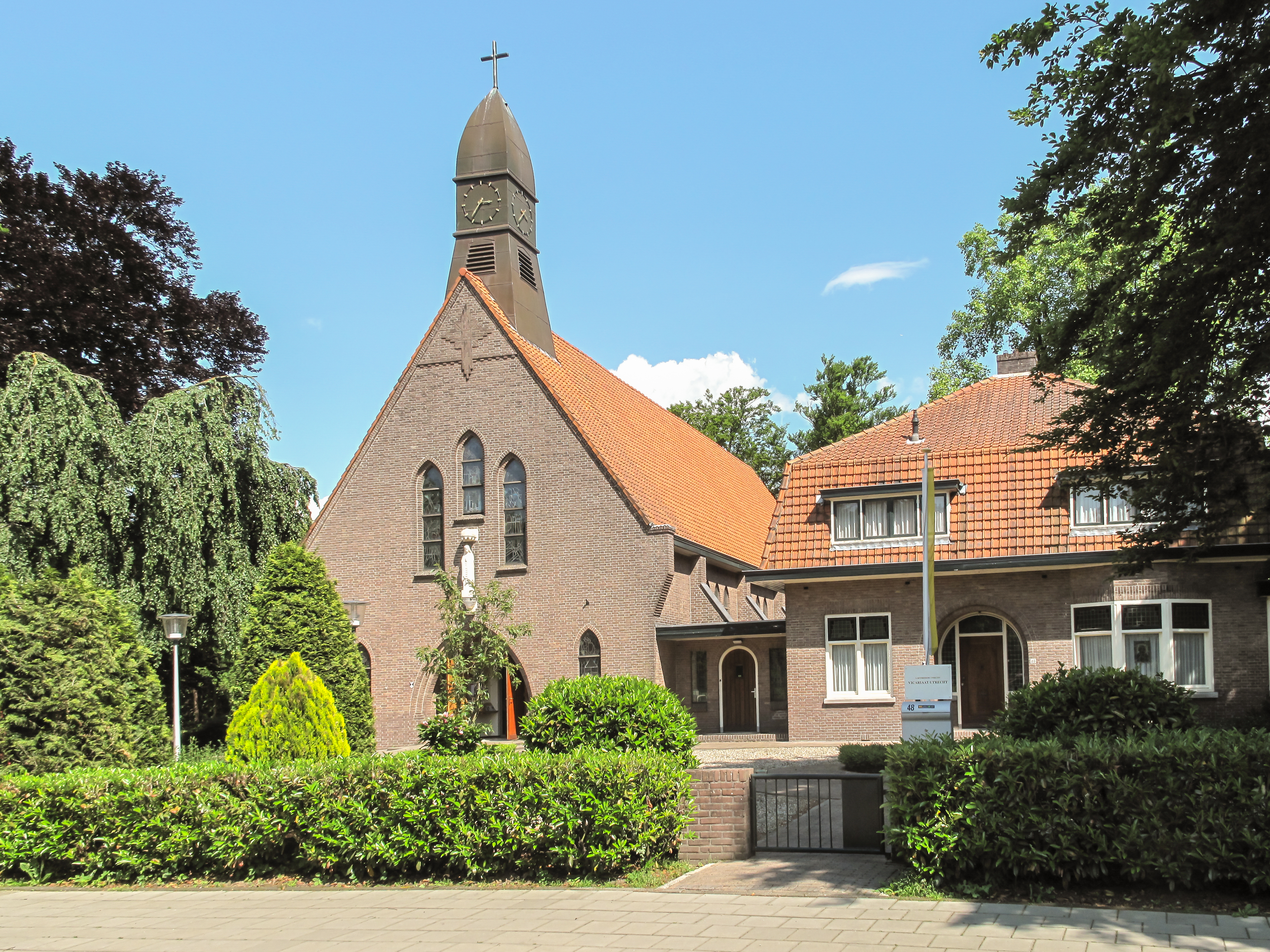
Церква св. Терезії
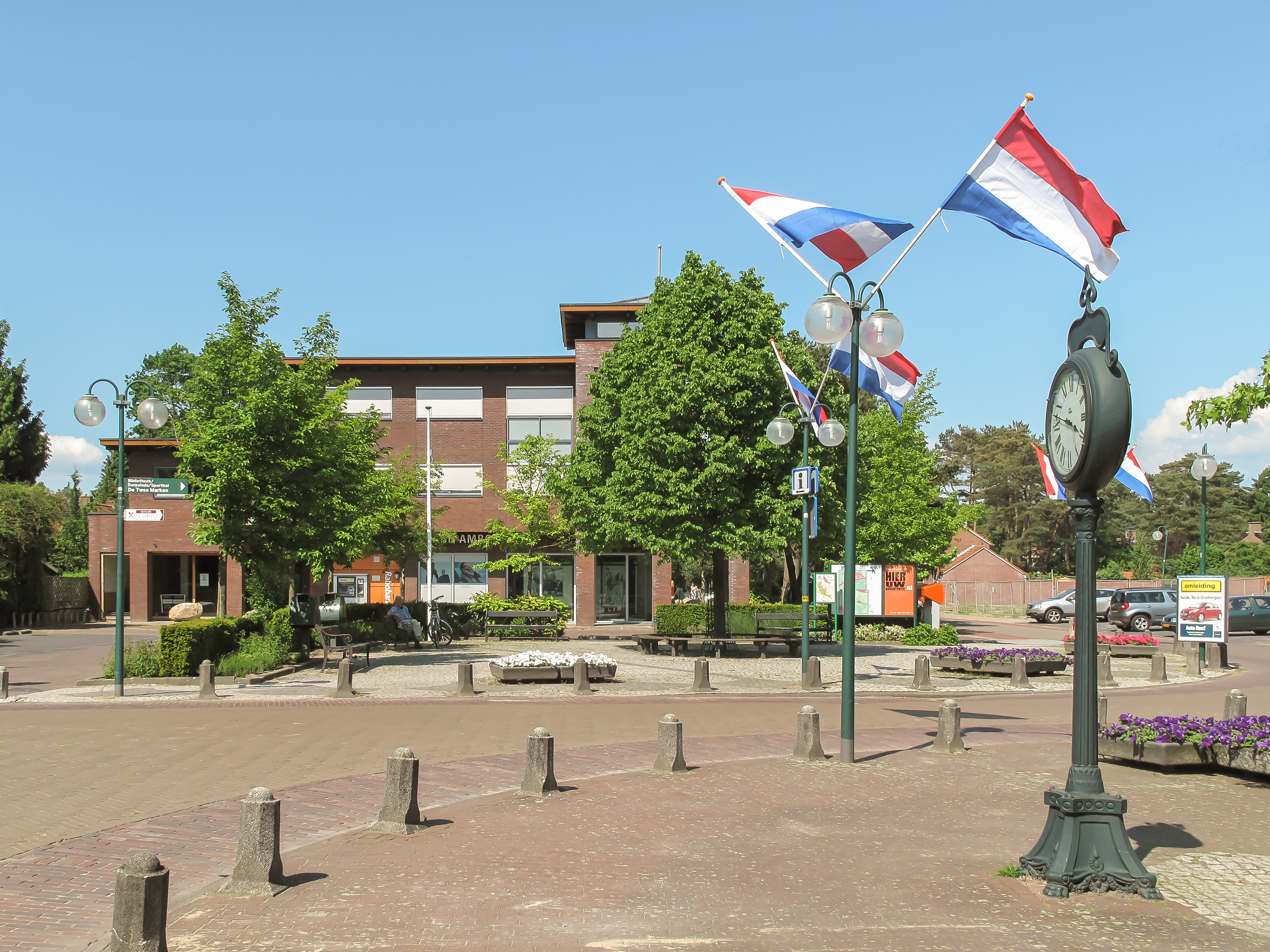
Сільська площа